# Bertin Ebwellé
Bertin Ebwellé Ndingué, né le 11 septembre 1962 à Yaoundé, est un footballeur international camerounais qui évolue au poste de défenseur.

## Biographie

### Carrière de joueur
Ebwellé joue au Tonnerre de Yaoundé et commence à être sélectionné en équipe nationale en 1984. Sélectionné pour la Coupe du monde 1990, il dispute l'ensemble des rencontres du périple camerounais qui s'achève en quart de finale.
Il a l'occasion de participer également à deux Coupe d'Afrique des nations, en 1992 et 1996. 

### Carrière d'entraîneur
Après sa carrière de joueur, il se reconvertit comme entraîneur. En 2005, il est nommé entraîneur des Tonnerre de Yaoundé. En 2012, il remplace John Yebi Mayebi à la tête du Tiko United.
Le 4 août 2022, il est nommé par la Fédération camerounaise de football au poste de sélectionneur de l'équipe U15.